# Пенський Іван Іванович
Пенський Іван Іванович (* 24 вересня 1935) — художник, графік, пейзажист.

## Біографія
Народився в селищі Скрипчин Козелецький район Чернігівської області. Працював в Чернігові. Член Спілки художників України.
З 1982 року — член Спілки художників України.
1995 року його творчість було відзначено премією ім. М. Коцюбинського.
В 2005 році у Чернігівському обласному художньому музеї відкрилася виставка його під назвою «Сорок років за мольбертом».